# نه چهره، نه نامی نه شماره‌ای
«نه چهره، نه نامی نه شماره‌ای» (به انگلیسی: No Face, No Name, No Number) تک‌آهنگی از مدرن تاکینگ است که در سال ۲۰۰۰ میلادی منتشر شد. این تک‌آهنگ در آلبوم سال اژدها (آلبوم مدرن تاکینگ) قرار داشت.